# Alto Orinoco (Gemeinde)
Alto Orinoco ist ein Municipio im Bundesstaat Amazonas, Venezuela, hat eine Fläche von 49.217 km² und etwa 14.222 Einwohner (Schätzungen für 2008). Der Hauptsitz ist das Dorf La Esmeralda. Der Orinoco hat seinen Ursprung an der östlichen Grenze der Gemeinde.

## Bevölkerung
Mehrere indianische Ethnien haben ihre Heimat in der Gemeinde. Die wichtigsten sind die Yanomamö und die Yekuana.

## Wirtschaft
Die Ureinwohner lebten und leben zum Teil immer noch oft als Jäger und Sammler. Der – vorwiegend illegale – Gold- und Diamantenabbau hat in den letzten Jahren drastisch zugenommen. Dabei sind viele Venezolaner, aber auch Brasilianer und Kolumbianer beteiligt.

## Tourismus
- Duida-Berg